# Shūzō Matsuoka
Shūzō Matsuoka (japanisch 松岡 修造 Matsuoka Shūzō; * 6. November 1967 in der Präfektur Tokio) ist ein ehemaliger japanischer Tennisspieler.

## Leben
Matsuoka, dessen Vater Isao Matsuoka seit Mitte der 1970er Jahre leitende Funktionen im Filmstudio Tōhō innehatte, wurde 1986 Tennisprofi. 1989 stand er im Finale des ATP-Turniers von Wellington, wo er Kelly Evernden unterlag. Im selben Jahr gewann er in Auckland an der Seite von Steve Guy seinen ersten und einzigen Doppeltitel. 1992 gewann er in Seoul seinen einzigen Einzeltitel auf der ATP World Tour. Er war damit der erste Japaner, dem dies gelungen war. Zudem stand er im Finale der Queen’s Club Championships, in dem er Wayne Ferreira unterlag. Zwischen 1991 und 1995 gewann er drei Einzeltitel auf der ATP Challenger Tour. Insgesamt gewann er im Laufe seiner Karriere einen Einzel- sowie einen Doppeltitel auf der ATP World Tour. Seine höchste Notierung in der Tennis-Weltrangliste erreichte er 1992 mit Position 46 im Einzel sowie 1989 mit Position 95 im Doppel.
Sein bestes Resultat bei einem Grand-Slam-Turnier erreichte er 1995, als er bis ins Viertelfinale von Wimbledon vordrang, in dem er dem späteren Sieger Pete Sampras in vier Sätzen unterlegen war. In der Doppelkonkurrenz stand er bei den Australian Open und den US Open jeweils ein Mal in der zweiten Runde.
Matsuoka spielte zwischen 1987 und 1997 31 Einzel- sowie fünf Doppelpartien für die japanische Davis-Cup-Mannschaft. Bei den Olympischen Sommerspielen 1988, Olympischen Sommerspielen 1992 und Olympischen Sommerspielen 1996 trat er für Japan an. Bei seinem ersten Auftritt 1988 spielte er sowohl Einzel wie auch Doppel, schied jedoch an der Seite von Toshihisa Tsuchihashi in der ersten Runde aus. Auch in seinen Einzelpartien kam er nie über die erste Runde hinaus, 1988 unterlag er Emilio Sánchez Vicario, 1992 Renzo Furlan sowie 1996 gegen Tim Henman. 1989 nahm er mit Masako Yanagi am Hopman Cup teil, sie unterlagen in der ersten Runde gegen die Tschechoslowaken Helena Suková und Miloslav Mečíř, wobei Matsuoka sein Einzel gegen Mečíř in zwei Sätzen gewinnen konnte.
Nach seinem Rücktritt vom Profisport 1998 trat er häufig im japanischen Fernsehen auf. Er ist mit Emiko Taguchi, einer ehemaligen Ansagerin des Fernsehsenders TV Tokyo, verheiratet und hat drei Kinder.

## Turniersiege
| Legende                       |
| Grand Slam                    |
| Tennis Masters Cup            |
| ATP Masters Series            |
| ATP International Series Gold |
| ATP International Series (2)  |
| ATP Challenger Tour (3)       |

### Einzel
| Nr. | Datum | Turnier    | Belag     | Finalgegner      | Ergebnis      |
| --- | ----- | ---------- | --------- | ---------------- | ------------- |
| 1.  | 1991  | Americana  | Hartplatz | Rodolphe Gilbert | 6:4, 4:6, 6:1 |
| 2.  | 1992  | Seoul      | Hartplatz | Todd Woodbridge  | 6:3, 4:6, 7:5 |
| 3.  | 1994  | Aptos      | Hartplatz | Gianluca Pozzi   | 7:5, 6:3      |
| 4.  | 1995  | Binghamton | Hartplatz | Jamie Morgan     | 2:6, 7:6, 6:3 |

### Doppel
| Nr. | Datum | Turnier  | Belag     | Partner   | Finalgegner                   | Ergebnis |
| --- | ----- | -------- | --------- | --------- | ----------------------------- | -------- |
| 1.  | 1989  | Auckland | Hartplatz | Steve Guy | John Letts Bruce Man Son Hing | 7:6, 7:6 |